# ۱۹ (قمری)
۱۹ (قمری)، نوزدهمین سال در گاهشماری هجری قمری است. اول محرم این سال برابر با پنجم ژانویه سال ۶۴۰ میلادی است.